# Julius Caesar (Battistelli)
Julius Caesar ist eine Oper (Originalbezeichnung: „Tragedy in music“) in zwei Akten von Giorgio Battistelli (Musik) mit einem Libretto von Ian Burton nach William Shakespeares Drama Julius Caesar. Die Uraufführung fand am 20. November 2021 im Teatro dell’Opera di Roma statt.

## Handlung

### Erster Akt
Julius Caesar zieht nach seinem Sieg im Bürgerkrieg triumphal in Rom ein. Die Tribunen Marullus und Flavius können das Volk, das gleichzeitig die Lupercalien feiert, nur mühsam im Zaum halten. Man begibt sich in den Senat. Dort mahnt ein Wahrsager Caesar, sich vor den Iden des März zu hüten. Nachdem die anderen gegangen sind, unterhalten sich die Senatoren Cassius und Brutus über ihre Sorgen, dass der beim Volk so beliebte Caesar sich zum König ausrufen lassen könnte. Während der nächsten Versammlung erzählt Senator Casca den beiden, dass Antony Caesar dreimal öffentlich eine Krone angeboten habe, die Caesar jedes Mal unter dem Jubel des Volks zurückwies. Caesar habe dann mitten auf dem Forum einen kleinen Schwächeanfall erlitten und anschließend gefragt, ob er einen Fehler begangen habe. Alle hätten dies verneint. In diesem Moment hätten sie ihm sogar vergeben, wenn er ihre Mütter ermordet hätte.
Um Brutus von der Notwendigkeit von Caesars Tod zu überzeugen, besucht er ihn mit einer Gruppe weiterer Verschwörer: Trebonius, Decius, Casca, Cinna und Metellus. Sie beschließen, zu handeln und dadurch zu beweisen, dass sie wahre Römer sind. Als erstes wollen sie sicherstellen, dass Caesar zur nächsten Versammlung in den Senat kommt.
Caesars Frau Calpurnia träumt zum dritten Mal von der Ermordung ihres Mannes. Als er zum Senat aufbrechen will, versucht sie ihn zu überreden, dieses Mal zu Hause zu bleiben. Caesar will jedoch keine Schwäche zeigen. Auch die Nachricht von einem bösen Vorzeichen – man konnte das Herz eines geopferten Tieres nicht finden – kann ihn nicht umstimmen. Erst als Calpurnia ihm rät, ihre Furcht als Ausrede zu verwenden, gibt er nach. Da trifft Decius ein, um ihn abzuholen. Er behauptet, Calpurnia habe ihren Traum falsch gedeutet. Er versinnbildliche in Wirklichkeit Caesars Triumph. Zudem habe der Senat beschlossen, ihm noch heute die Krone anzutragen. Als dann auch Brutus und die anderen Senatoren eintreffen und ihn umschmeicheln, schließt Caesar sich ihnen an.
Vor dem Senat trifft Caesar erneut auf den Wahrsager, der ihn darauf hinweist, dass die Iden des März noch nicht vorbei seien. Die Senatoren umringen ihn. Caesar rühmt sich in Erwartung seiner Krönung selbst als Fixstern neben all den anderen glänzenden Sternen. Daraufhin greifen die Verschwörer zu ihren Dolchen und stechen zu. Zu Caesars Erstaunen befindet auch sein Freund Brutus unter den Mördern. Nach seinem Tod proklamieren die Senatoren die Freiheit Roms und das Ende der Tyrannei. Alle tauchen symbolisch ihre Hände in Caesars Blut. Kurz darauf trifft Antony ein. Er reicht allen die Hand und bittet darum, Caesars Leiche zum Forum zu bringen, um ihn öffentlich zu ehren. Trotz Cassius’ Bedenken können die Senatoren ihm diesen Wunsch nicht abschlagen. Brutus will aber die erste Rede halten, um das Volk von der Notwendigkeit von Caesars Tod zu überzeugen. Antony befürchtet, dass der Mord einen weiteren Bürgerkrieg auslösen könnte.

### Zweiter Akt
Brutus kann das Volk in seiner Rede davon überzeugen, dass der Tod seines besten Freundes Caesar notwendig gewesen sei, da er Rom noch mehr geliebt habe als ihn. Nur so habe er die römische Freiheit vor einem Tyrannen retten können. Das Volk jubelt ihm begeistert zu und will ihn zu Caesars Haus geleiten. Brutus besteht jedoch darauf, diesen Weg alleine zurückzulegen. Nachdem er fort ist, hält Antony seine Rede. Er weckt geschickt Zweifel an der Motivation der Verschwörer und erinnert daran, dass Caesar die ihm angebotene Krone drei Mal zurückgewiesen habe. Dann verliest er Caesars Testament, das jedem römischen Bürger 70 Drachmen verspricht. Das aufgebrachte Volk schwört den Mördern Rache.
Der Bürgerkrieg ist erneut ausgebrochen. Cassius und Brutus erwarten eine Schlacht gegen die Armeen von Antony und dessen Verbündetem Octavius. Brutus zeigt Metellus einen Brief, der sie darüber informiert, dass die Gegner in Richtung Philippi marschieren. Auch Metellus hat einen solchen Brief erhalten. Gegen Cassius’ Rat beschließt Brutus, die Feinde dort anzugreifen. Nach der Beratung bittet Brutus seinen Diener Lucius um seinen Mantel, in dessen Tasche er ein schon länger gesuchtes Buch findet. Lucius hat böse Vorahnungen. Auch Brutus kann nicht schlafen. Als er bei Kerzenlicht zu lesen versucht, erscheint ihm der Geist Caesars, der ihm verheißt, dass er ihn vor Philippi erneut sehen werde. Cassius teilt Metellus mit, dass er all seine Hoffnung auf diese eine Schlacht setze. Er vereinbart mit Brutus, dass sie sich im Falle einer Niederlage selbst töten wollen, um nicht als Gefangene im Triumph nach Rom geführt zu werden.
Die Schlacht verläuft schlecht für Brutus und Cassius. Brutus hat seinen Angriff zu früh begonnen, und Cassius’ Soldaten versuchen zu fliehen, während sie von Antonys Armee eingekesselt werden. Cassius bittet einen seiner Soldaten, den Dolch zu halten, in den er sich stürzen will. Der Soldat entpuppt sich als Caesars Geist. Wenig später findet Brutus die Leiche seines Freundes. Er will seine verbliebenen Leute auf einen letzten Kampf einschwören. Sie desertieren jedoch. Als er Cinna auffordert, den Dolch für seinen Selbstmord zu halten, lehnt der ab. Auch Decius verweigert ihm diesen Dienst. Der zuletzt darum gebetene Soldat stellt sich wie zuvor bei Cassius als Caesars Geist heraus, der seine Rache damit vollenden kann. An Brutus’ Leiche bezeichnet Antony ihn als den einzigen der Verschwörer, der aus uneigennützigen Gründen gehandelt habe. Octavius übernimmt Caesars Ambitionen und wird als erster römischer Kaiser herrschen.

## Gestaltung
Die Oper benötigt ein großes Orchester von ungefähr 70 Musikern mit 22 Violinen, 8 Bratschen, 6 Violoncelli, vielen Holzbläsern und Schlagwerk einschließlich Glockenspiel und Marimba. Es ist nicht nur im Graben, sondern auch in zwei seitlichen Bereichen platziert.
Wie es einer Tragödie entspricht, dominieren dunkle Farben. Abgesehen von Caesars Frau Calpurnia treten ausschließlich Männer auf. Die Gesangspartien sind überwiegend deklamatorisch gestaltet, wie eine moderne Spielart des frühbarocken Recitar cantando. Erst im Finale gibt es ein Arioso des Octavius. Battistelli setzte unterschiedliche Techniken einschließlich Sprechgesang, Sprachrhythmik und lautmalerischen Effekten ein.
Der Chor wird als bedrohliche anonyme Menge eingesetzt. Es gibt einige Anspielungen an die Polyphonie älterer Epochen, beispielsweise in den achtstimmigen Abschnitten.
Die psychologischen Spannungen und Emotionen der Charaktere zeichnete Battistelli höchst detailliert in den Klangfarben nach. Die Musiksprache ist nur gemäßigt als modern zu bezeichnen. Sie ist nach Aussage des Komponisten von Karlheinz Stockhausen und Luciano Berio, aber auch von Richard Strauss und Richard Wagner inspiriert. Der dieses Werk prägende Klang entsteht durch repetitive Muster in den Streichern mit darüberliegenden heftigen Ausbrüchen der Bläser. Auch das vielfältige Schlagwerk hat seinen Anteil daran. Die Partitur erzeugt eine ruhelose Grundstimmung, die die Rezensentin von Bachtrack gelegentlich als monoton empfand. Innerhalb der Klangbänder und Cluster treten vereinzelt konsonante Klänge hervor, die für den Hörer wie „farbige, quasi bildhafte Flecken“ wirken.

## Werkgeschichte
Der italienische Komponist Giorgio Battistelli schuf seine Oper Julius Caesar im Auftrag des Teatro dell’Opera di Roma. Das Libretto erstellte Ian Burton auf Basis von William Shakespeares Drama Julius Caesar. Es ist die zweite Shakespeare-Oper der beiden nach dem 2004 für die Opera Vlaanderen entstandenen Richard III. Um die Trilogie zu vervollständigen, ist nach Aussage des Librettisten eine dritte Oper über Pericles geplant. Den Auftrag zu Julius Caesar erhielt Battistelli bereits einige Jahre zuvor, und die Komposition war vor Beginn der COVID-19-Pandemie abgeschlossen. Für die Uraufführung unter Pandemie-Bedingungen nahm er lediglich einige Reduktionen im Orchester vor. Der Inhalt folgt weitgehend der Vorlage Shakespeares und enthält in gekürzter Form auch die bekannten Monologe von Brutus und Antony. Die Rolle von Caesars Geist wurde aufgewertet. Er rächt sich hier persönlich an seinen Mördern. Die Sprache wurde geringfügig modernisiert, und es gibt einige Einschübe anderer Autoren, darunter Verse von Horaz und Catull im Lupercalien-Chor am Anfang der Oper, ein kurzes Lamento aus dem Elisabethanischen Zeitalter für Brutus’ Diener Lucius und ein Fragment aus De bello Alexandrino für Caesars Geist. In einem Interview gab Battistelli an, dass er das Drama zu Beginn des Kompositionsprozesses als ein „hamletisches“ Werk, eine „Tragödie des Zweifelns“, erkannte, dessen psychologische Aspekte die dramatische Handlung überwiegen. Am deutlichsten werde diese Dimension in der Person des Brutus, der seinen Konflikt in dem Satz „Tra Roma e Cesare, ho scelto Roma“ (‚Bei der Wahl zwischen Rom und Caesar habe ich mich für Rom entschieden‘) ausdrücke.
Die Uraufführung fand am 20. November 2021 zur Spielzeiteröffnung am Teatro dell’Opera di Roma unter der Leitung des Dirigenten Daniele Gatti statt. Regie führte Robert Carsen. Das Bühnenbild stammte von Radu Boruzescu und die Kostüme von Luis F. Carvalho. Es sangen Clive Bayley (Julius Caesar), Elliot Madore (Brutus), Julian Hubbard (Cassius), Dominic Sedgwick (Antony), Michael J. Scott (Casca), Hugo Hymas (Lucius), Ruxandra Donose (Calpurnia), Alexander Sprague (Octavius), Christopher Lemmings (Marullus, Cinna, Clitus), Christopher Gillett (Wahrsager, 1. Plebejer), Allen Boxer (Flavius, Metellus, Messala, 2. Plebejer), Scott Wilde (Decius, Dardanus, 3. Plebejer) und Alessio Verna (Caesars Diener, Titinius, ein Soldat). Die Oper wurde live vom italienischen Fernsehen auf Rai 5 übertragen und anschließend als Videostream auf Raiplay bereitgestellt.
Die Aufführung war erfolgreich. Das Theater war bei allen Aufführungen voll besetzt. Unter den Zuschauern der Premiere befand sich auch der römische Bürgermeister Roberto Gualtieri. Der Beifall im Anschluss an die Aufführung dauerte zwölf Minuten. Der Kritiker der Zeitschrift Opernwelt führte dies sowohl auf die hohe Qualität des Werks als auch auf die Leistungen des Dirigenten, des Orchesters und des Sängerensembles zurück. Bemerkenswert ist auch, dass mit dieser Oper zum ersten Mal seit 1901 (Pietro Mascagnis Le maschere) wieder eine Uraufführung zur Spielzeiteröffnung dieses Hauses gezeigt wurde.

## Aufnahmen
- 20. November 2021 – Daniele Gatti (Dirigent), Robert Carsen (Regie), Radu Boruzescu (Bühne), Luis F. Carvalho (Kostüme), Barbara Napolitano (TV-Regie), Orchester und Chor des Teatro dell’Opera di Roma.
 Clive Bayley (Julius Caesar), Elliot Madore (Brutus), Julian Hubbard (Cassius), Dominic Sedgwick (Antony), Michael J. Scott (Casca), Hugo Hymas (Lucius), Ruxandra Donose (Calpurnia), Alexander Sprague (Octavius), Christopher Lemmings (Marullus, Cinna, Clitus), Christopher Gillett (Wahrsager, 1. Plebejer), Allen Boxer (Flavius, Metellus, Messala, 2. Plebejer), Scott Wilde (Decius, Dardanus, 3. Plebejer), Alessio Verna (Caesars Diener, Titinius, ein Soldat).
 Video; live aus dem Teatro dell’Opera di Roma; Mitschnitt der Uraufführung.
 Fernsehübertragung auf Rai 5, Videostream auf Raiplay.[12][13]